# Tom Paun
Tom Paun (bürgerlicher Name Tomislav Paunković) (* 15. Juli 1952 in Knjaževac, Serbien) ist ein freischaffender serbischer Kunstmaler.

## Leben
Tom Paun studierte von 1973 bis 1975 an der Kunsthochschule Belgrad. Danach war er bis 1979 Porzellandesigner und Restaurator von Ikonen und Fresken in den Kirchen Serbiens. Seit 1979 ist seine zweite Heimat in Jungholz (Tirol). Er unternahm diverse Studienreisen nach Frankreich, Italien und den Niederlanden und arbeitet seit 1990 als freischaffender Künstler mit eigenen Ateliers in Jungholz und Bad Gamzigrad (ehemaliges Jugoslawien).

## Stil
Tom Paun bevorzugt die Technik der Alten Meister. Sein großes Vorbild ist dabei Rembrandt.

## Mitgliedschaften
- 1972–1982: Künstlergruppe 72
- seit 1990: Mitglied im BBK Schwaben-Süd
- seit 1993: im Europäischen Kulturkreis Baden-Baden
- seit 1995: Mitglied bei ZAART

## Auszeichnungen und Preise (Auswahl)
- 2006: Zötlerpreis im Rahmen von Die Südliche[1]
- 2005: Kunstpreis Pfronten (Sonderpreis)
- 2010: Johann-Georg-Grimm-Preis im Rahmen von Die Südliche

## Ausstellungen (Auswahl)
Tom Paun hatte seit 1971 rund 50 Einzelausstellungen in Deutschland, Österreich, Italien und Osteuropa.
- 1999: Ludwigsburg; Kempten (Kunsthalle); Bad Gamzigrad/ ehem. Jugoslawien;
- 2000: Cochem; Reutte/ Tirol (Dengel-Galerie)
- 2001: Zaječar (Stadtmuseum); Füssen
- 2003: Oberstdorf (Villa Jauss) – zeitgleich Kempten/ Wiggensbach
- 2004/ 05: Tannheim (Galerie AugenBlick)
- 2005/ 06: Wiggensbach (WIZ) mit Miroslav Lasovic
- 2006: Kempten (Kunsthalle)
- 2007: Immenstadt
- Beteiligungen an der Kunstausstellung Die Südliche (2005/2012)[2]